# 江永站
江永站，位于中华人民共和国湖南省永州市江永县上江圩镇，是洛湛铁路上的火车站，建于2009年，由南宁铁路局管辖。

## 車站周邊
- 江永女书生态博物馆
- 女书文化村

## 歷史
- 2009年5月15日开通货运业务，同年10月1日开通客运业务。

## 图片

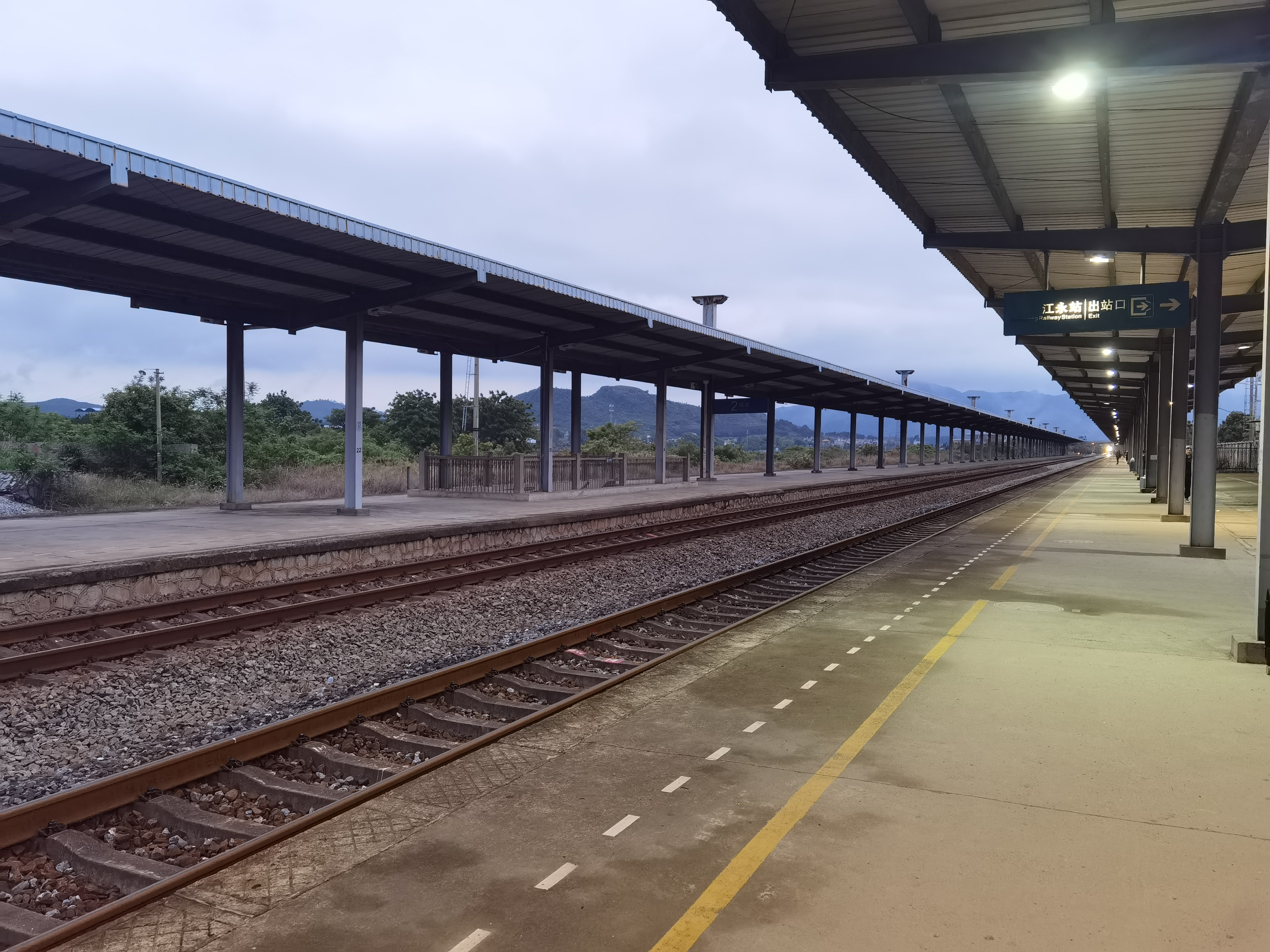
2023年，江永火车站站台南望
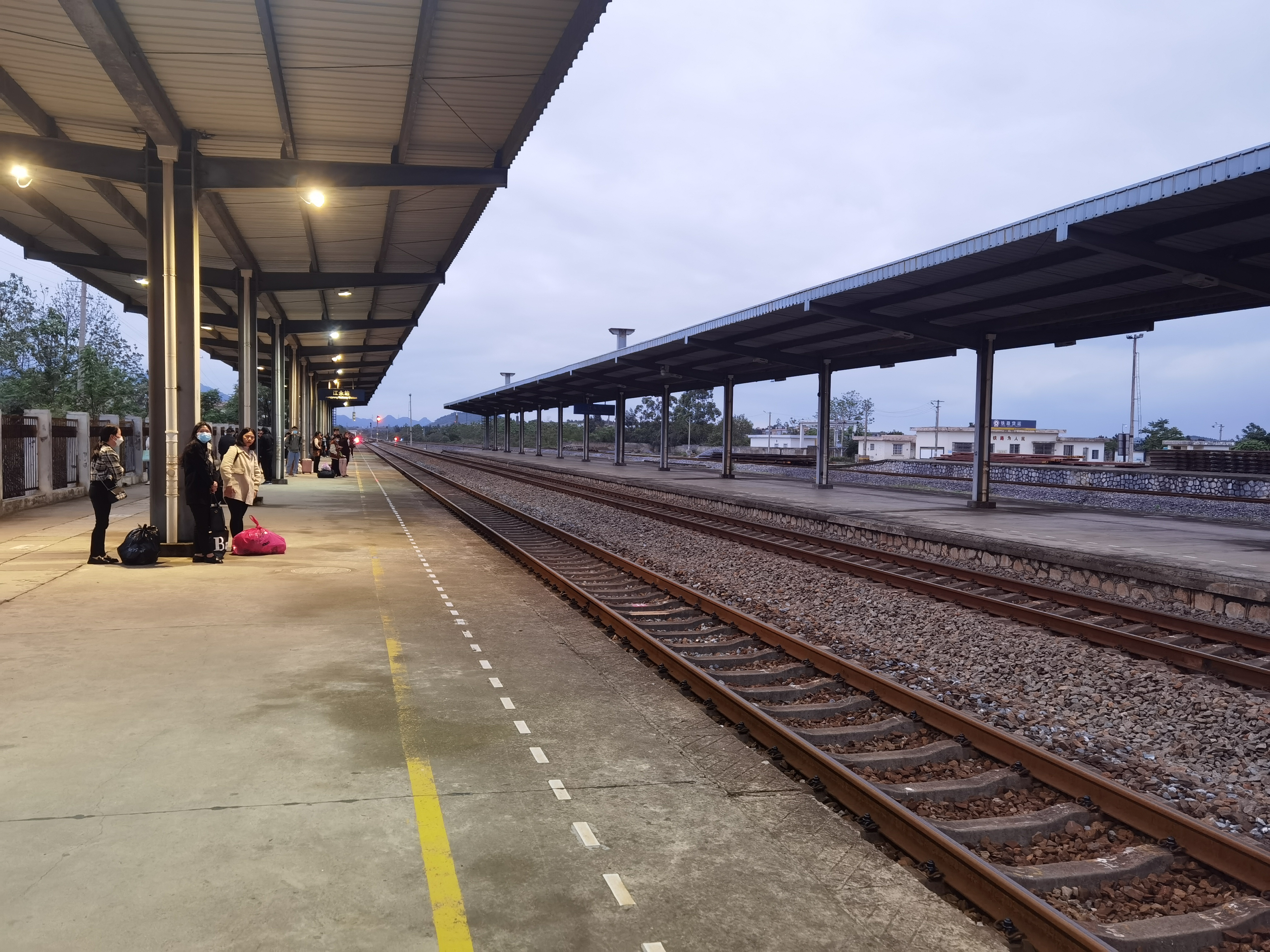
2023年，江永火车站站台北望
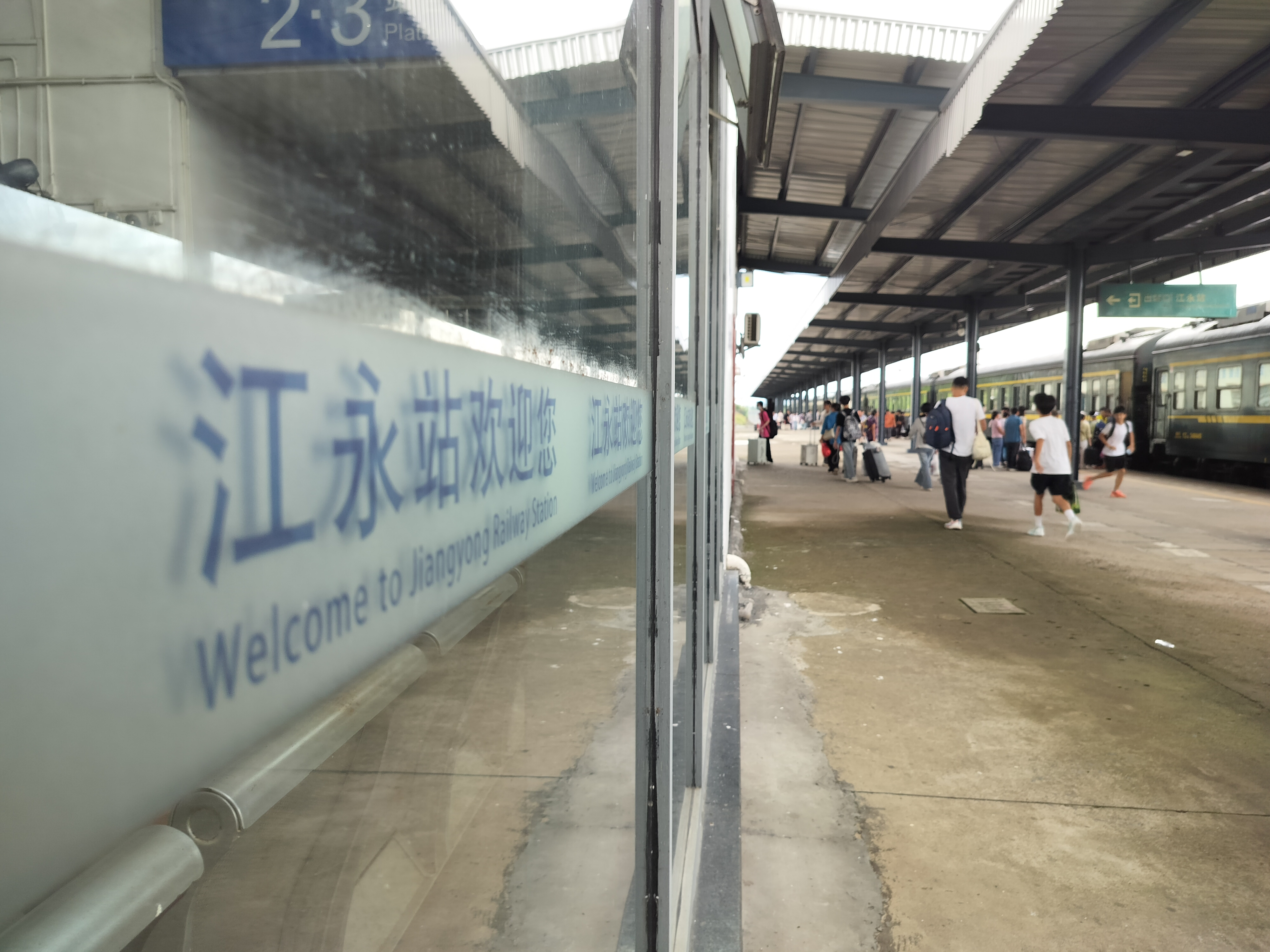
2025年，江永火车站欢迎标语与站台

## 外部連結
- 中国铁路客户服务中心 （页面存档备份，存于）